# Ciry-le-Noble
Ciry-le-Noble ist eine französische Gemeinde mit 2213 Einwohnern (Stand 1. Januar 2022) im Département Saône-et-Loire in der Region Bourgogne-Franche-Comté. Sie gehört zum Arrondissement Autun und zum Kanton Saint-Vallier. Die Gemeinde liegt zwischen Paray-le-Monial und Montceau-les-Mines am Ufer des Canal du Centre sowie am parallel verlaufenden Fluss Bourbince.

## Bevölkerungsentwicklung
- 1962: 3047
- 1968: 3166
- 1975: 2994
- 1982: 2915
- 1990: 2795
- 1999: 2475

## Sehenswürdigkeiten

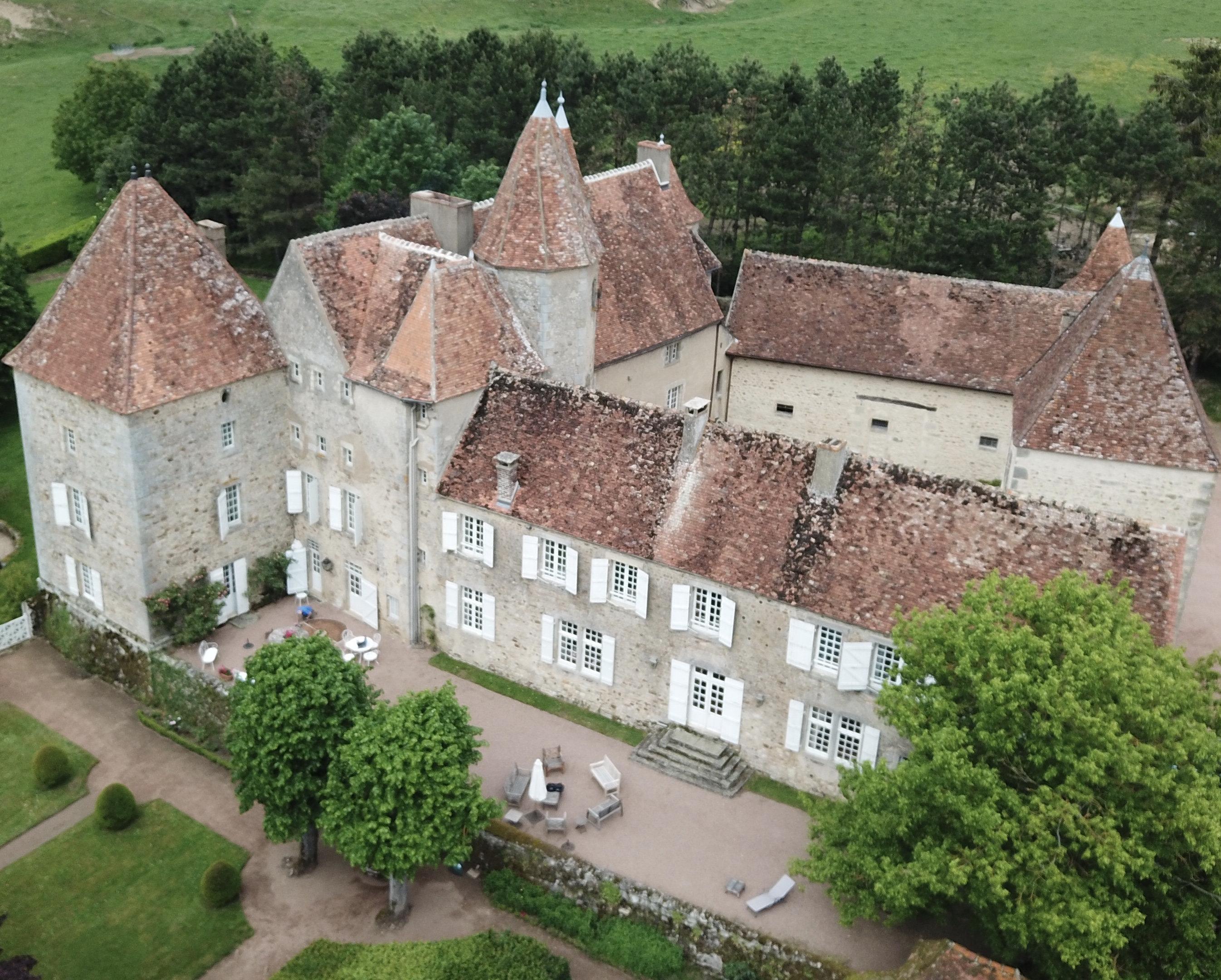
Château du Sauvement

- Château du Sauvement (13. bis 17. Jahrhundert)
- Château de Limand
- gallorömische Villa
- Keramikmuseum
- Alte Ziegelei (Ecomuseum)

## Verkehr
Ciry-le-Noble liegt an der Bahnstrecke Le Coteau–Montchanin und wird im Regionalverkehr mit TER-Zügen bedient. Durch den nordwestlichen Teil der Gemarkung führt die Route nationale 70.